# 太和江駅
太和江駅（テファガンえき）は、大韓民国蔚山広域市南区三山洞にある韓国鉄道公社（KORAIL）の駅。2010年11月1日に蔚山駅から改称。

## 利用可能な鉄道路線
- 韓国鉄道公社
  - 東海線(ムグンファ号、ヌリロ号)
  - 東海電鉄線(広域電鉄)

## 歴史
- 1921年10月25日 - 慶州～蔚山間が開通、蔚山駅として営業を開始[1]。
- 1935年
  - 12月1日 - 標準軌に改軌。
  - 12月16日 - 駅舎を移転[2]。
- 1953年4月26日 - 5級駅に昇格。
- 1989年10月22日 - 蔚山～ソウル間のセマウル号が運行。
- 1992年8月20日 - 徳下駅〜当駅〜孝門駅間がルート変更され、現位置に駅舎を移転。
- 1997年10月1日 - 4級駅に昇格。
- 2010年11月1日 - KTX京釜高速線の蔚山駅の開業により、太和江駅に改称。
- 2016年12月30日 - 東海南部線が東海線に編入。[3]
- 2021年12月28日 - 東海電鉄線が日光駅 - 当駅間で延伸開業する[4]。

## 駅構造
島式ホーム2面4線を有する地上駅。

### のりば

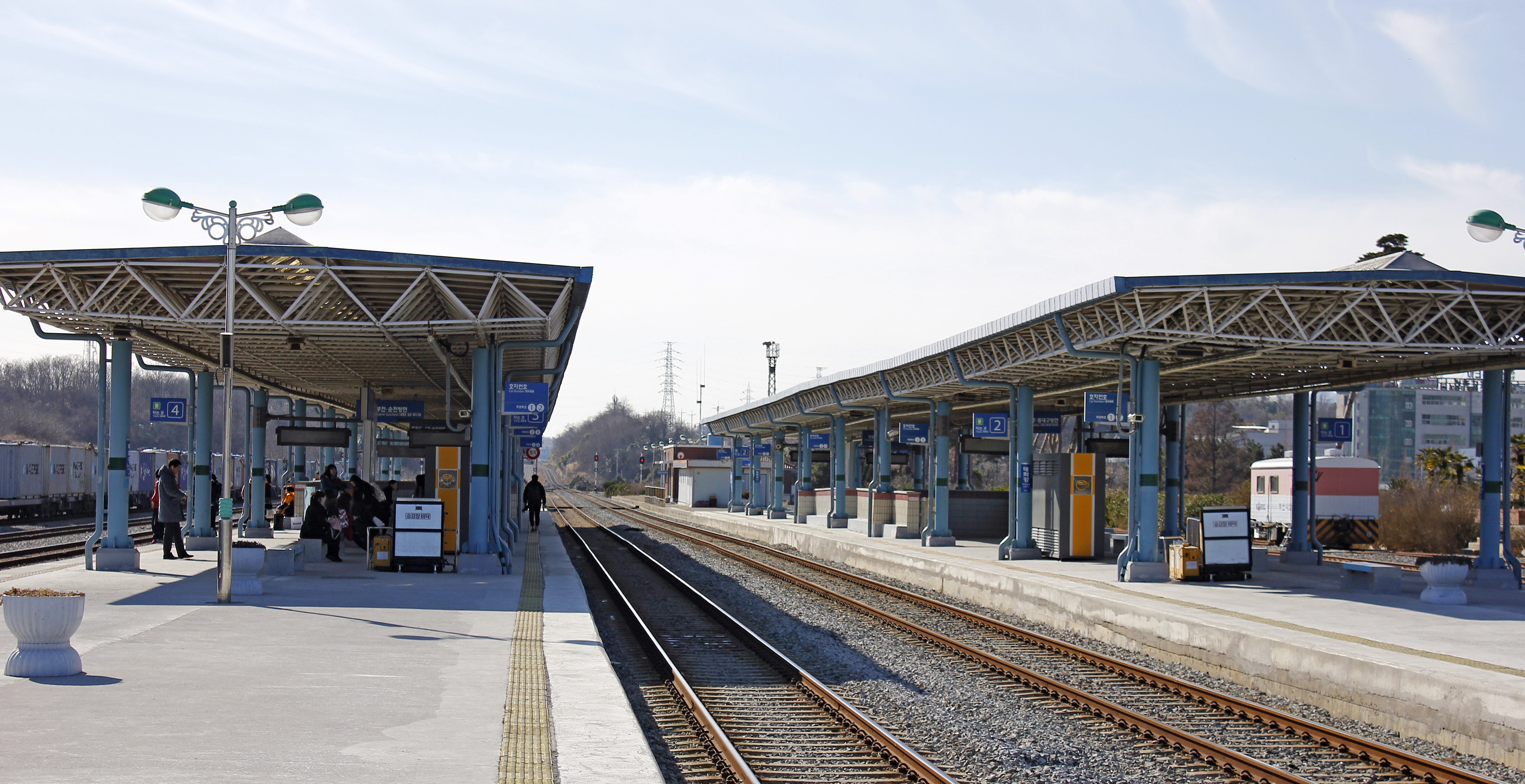
ホーム

| 1・2 | 東海線（上り）・大邱線・中央線・嶺東線 | ムグンファ号 | 慶州・浦項・東大邱・安東・栄州・江陵・堤川・清凉里方面 |
| 3・4 | 東海線（下り）・京釜線・慶全線         | ムグンファ号 | 新海雲台・釜田・亀浦・馬山・順天方面                   |
| 5    | 東海電鉄線（上り）                     | 広域電鉄     | 当駅止まり                                             |
| 6・7 | 未使用                                 |              |                                                        |
| 8    | 東海電鉄線（下り）                     | 広域電鉄     | 機張・新海雲台・釜田方面                               |

- ホーム

## 駅周辺
- 太和江
- イーマート蔚山店
- 蔚山税務署
- 蔚山農水産物卸売市場
- ロッテ百貨店蔚山店
- ロッテシネマ蔚山店
- ロッテホテル蔚山
- 蔚山高速バスターミナル
- 蔚山市外バスターミナル
- 現代百貨店蔚山店
- 三山初等学校（朝鮮語版）
- CGV蔚山三山
- 東横INN蔚山三山洞

## 隣の駅
韓国鉄道公社
東海線
ムグンファ号
南倉駅 - 太和江駅 - 北蔚山駅
ヌリロ
太和江駅 - 北蔚山駅
●東海電鉄線(広域電鉄)
開雲浦駅 - 太和江駅
蔚山港線（貨物線）
太和江駅 - 蔚山港駅
長生浦線（貨物線）
太和江駅 - 長生浦駅